# Častá
Častá (maďarsky Cseszte) je obec na Slovensku v okrese Pezinok. Nachází se na východním úpatí a rozhraní Malých Karpat a Trnavské pahorkatiny, asi sedm kilometrů severovýchodně od Modry. Žije zde přibližně 2 400 obyvatel. 
Častá na severu a severovýchodě hraničí s obcí Doľany, na severu a severozápadě se Sološnicí, na východě leží Štefanová, na jihovýchodě Budmerice a na jihu Píla a Dubová. Přímo nad Častou v nadmořské výšce 339 metrů stojí hrad Červený Kameň. Střed vesnice leží v nadmořské výšce 245 metrů. Nadmořská výška katastrálního území se pohybuje v rozmezí 219–694 metrů. 

## Historie
Údaje o první písemné zmínce o obci se liší. Na jejích oficiálních stránkách najdeme údaj 1296, zatímco na stránce E-obce.sk je uveden rok 1240.
Od 13. století do konce feudálního období byla Častá poddanskou vsí, jež patřila k panství Červený Kameň. V roce 1560 byla povýšena na městečko a získala právo pořádat týdenní trhy a do roku 1578 též tři jarmarky ročně. V polovině 16. století se v Časté usadili kolonisté z Chorvatska. Zdejší obyvatelé se věnovali zemědělství, vinařství a řemeslné výrobě. V témž století zde nechali tehdejší majitelé Červeného Kamene Fuggerové vybudovat pivovar. Od konce 17. století zde začala fungovat i papírna. V letech 1794–1802 zde fungovala i manufaktura na výrobu sukna, kterou založil hrabě Rudolf Pálffy. V dokladech ze 17. století existují též zmínky o dolech na zlato a stříbro. V roce 1644 vypukl v obci požár, který zničil celou vesnici až na šest domů. Roku 1738 zachvátila Častou morová epidemie, při níž zemřelo velké množství obyvatel. Na zalidnění byli pozváni němečtí kolonisté. V letech 1944–1953 byla k obci jako její místní část přičleněna vesnice Píla.

## Přírodní poměry
V katastrálním území Častá leží národní přírodní rezervace Hajdúchy.

## Pamětihodnosti
- Hrad Červený Kameň patří k nejnavštěvovanějším hradům na Slovensku. Jeho součástí je muzeum se sbírkami, jež dokumentují vývoj bytové kultury slovenské šlechty a měšťanstva.[5]
- Římskokatolický kostel svatého Imricha byl  postaven v gotickém slohu zřejmě ve 14. století.[6] Jednalo se o jednolodní stavbu, která byla v letech 1936–1937 přestavěna na trojlodní kostel. Z původní gotické stavby se dochovalo jen kněžiště a část věže, která byla do dnešní podoby přestavěna v letech 1774–1775.
- Socha svatého Jana Nepomuckého u železné zahrádky, jež odděluje prostor kostela od chodníku, s letopočtem 1893
- Socha svatého Floriána z roku 1776 postavená na památku požáru roce 1644
- Pomník vojákům padlým v první světové válce z roku 1928 na prostranství před kostelem
- Židovský hřbitov v lese u Červeného Kamene ze 17. a počátku 18. století s barokními náhrobními kameny a další židovský hřbitov z 18. století v obci.[7]

## Osobnosti
V Časté se narodili:
- Juraj Fándly (1750–1811), slovenský osvícenský spisovatel a národní buditel
- Marek Repkovič († 1758), františkán a hudební skladatel
- Peter Zelinka (1957–2021), biatlonista
- Alexander Rudnay (1760–1831), slovenský katolický kněz, biskup a kardinál, působil v Časté jako kaplan.